# Cseh Andor
Cseh Andor (eszperantóul: Andreo Cseh) (Marosludas, 1895. szeptember 12. – Kerkhoflaan, Hollandia 1979. március 9.) magyar katolikus pap, eszperantista.

## Életpályája

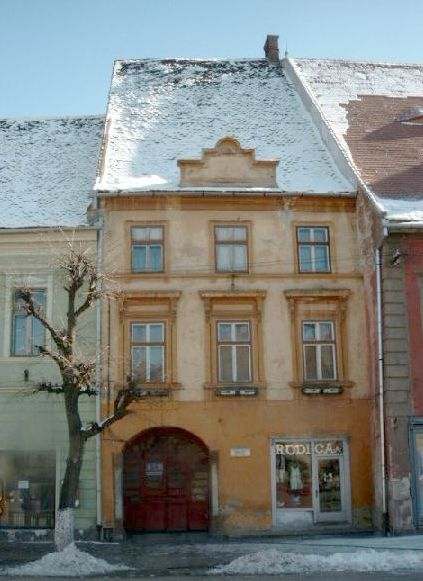
Cseh Andor háza Nagyszebenben

Nagyszebenben volt katolikus lelkész, itt dolgozta ki 1920-ban saját eszperantó nyelvtani rendszerét, melynek alapján a helybeli Munkás Egyesület háromnyelvű hallgatósága számára tanfolyamot szervezett. Ezt több erdélyi városban, majd Bukarestben és Ploieștiben is megismételte, megújítva Zamenhof nemzetközi nyelvét.
Az Eszperantó Világszövetség 1924-ben titkárává választotta s "Cseh-módszer"-ként ismertté vált előadási formáit Európa minden nagyobb városában bemutatta. 1932-ben Hollandiában e módszer ápolására alakult meg a Nemzetközi Cseh-intézet. 1932-ben La Praktiko (A gyakorlat) c. alatt nemzetközi folyóiratot indított és szerkesztett Hágában. Sokat tett a magyar és román irodalom nemzetközi népszerűsítéséért.

## Módszere
Cseh Andornak nem álltak rendelkezésére tankönyvek, és soknemzetiségű, vegyes vallási összetételű csoportokat tanított. Ez inspirálta módszerét, mely a következőkből áll:
- Nincsenek tankönyvek, csak sok humor.
- Az órán nem használnak más nyelvet, mint a célnyelvet. Kezdőknek a tanár mutogat vagy rajzol. Akiknek már elég fejlett a szókincse, azoknak a célnyelven magyaráz.
- A tankönyvek témái helyett aktuális témákról esik szó.
- A szabályokat a tanár nem rágja a tanulók szájába, hanem azokat nekik kell felfedezniük.
- A tanár kérdéseire kórusban kell felelni.
- A tanulóknak nem tilos saját maguk számára lefordítani a szavakat, kifejezéseket, illetve magyarázatokat alkotni hozzájuk.

A módszert sikerrel alkalmazták az eszperantó és a héber nyelv tanításában.